# Manfred Klika
Manfred Klika (* 14. Oktober 1942; † 8. Oktober 2024) war ein deutscher Mathematiker und Hochschullehrer.

## Leben und Forschung
Klika studierte von 1964 bis 1968 Mathematik und Physik an der Technischen Universität Braunschweig mit dem Abschluss des 1. Staatsexamens. Von 1969 bis 1973 war er dort Wissenschaftlicher Assistent. 1972 promovierte er bei Günther Bach mit der Dissertation Zeilenmaxima in verallgemeinerten Pascalschen Dreiecken. Von 1973 bis 2008 war er Akademischer Rat und Akademischer Oberrat an der Universität Hildesheim und habilitierte dort 2000. 2002 wurde er zum außerplanmäßigen Professor ernannt. 1977 gründete er gemeinsam mit Hans Wolpers die Zeitschrift mathematica didactica und war bis 2007 Schriftführender Herausgeber der Zeitschrift. Zusammen mit Hans Wolpers und Uwe Tietze war er Herausgeber und Koautor der drei Bände Mathematikunterricht in der Sekundarstufe II. Von 2002 bis 2004 war er Mitherausgeber der Zeitschrift Mathematische Semesterberichte. Er war ab 1978 Mitglied der Gesellschaft für Didaktik der Mathematik und war von 1985 bis 1991 Mitglied im Beirat der GDM. Als Mitglied der ISTRON-Arbeitsgruppe forschte er unter anderem in den Bereichen Didaktik der Analysis, anwendungsorientierter und realitätsbezogener Mathematikunterricht und Modellieren.

## Veröffentlichungen (Auswahl)
- Zeilenmaxima in verallgemeinerten Pascalschen Dreiecken, Journal für die reine und angewandte Mathematik 274/275, 1975.
- Fundamentale Ideen in der Analysis. In: Beiträge zur Didaktik der Mathematik in der Sekundarstufe II, mathematica didactica (Sonderheft), 1–31, 1981.
- Beiträge zur Didaktik der Mathematik in der Sekundarstufe II, Bad Salzdetfurth, Franzbecker, 1981.
- mit U. Tietze: Mathematikunterricht in der Sekundarstufe II, Band 1, Springer, 2000, ISBN 978-3-322-90568-0.
- mit U. Tietze, H. Wolpers: Mathematikunterricht in der Sekundarstufe II, Band 2, Springer 2000, ISBN 978-3-322-86479-6.
- mit U. Tietze, H. Wolpers: Mathematikunterricht in der Sekundarstufe II. Didaktik der Stochastik, Vieweg, Wiesbaden, 2002, ISBN 978-3-528-06999-5.